# Hiromi Hara
Hiromi Hara (Prefectura de Tochigi, Japó, 19 d'octubre de 1958) és un exfutbolista japonès.

## Selecció japonesa
Hiromi Hara va disputar 75 partits amb la selecció japonesa.